# المعرضين للتسليم

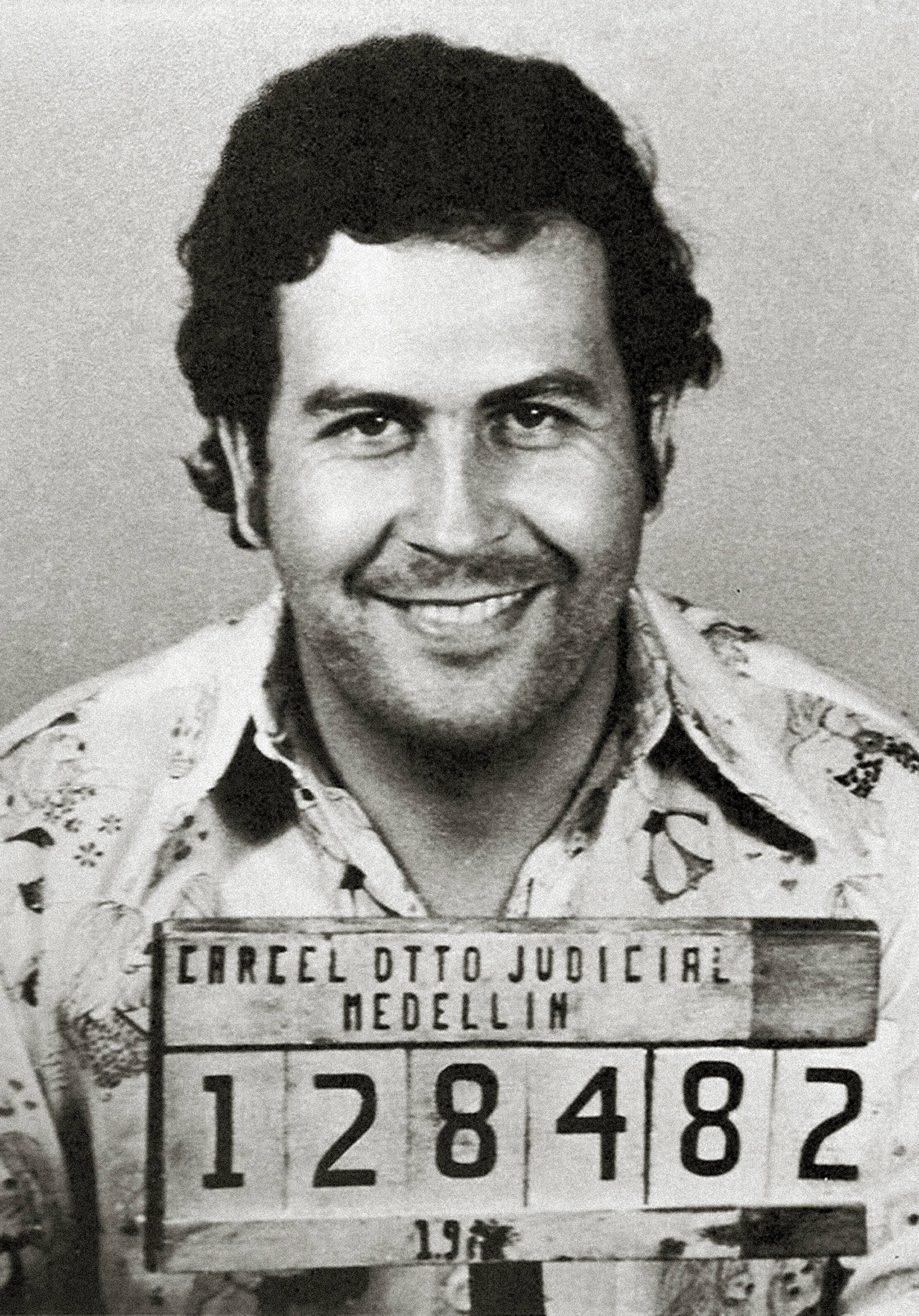
بابلو اسكوبار

المعرضين للتسليم (بالإسبانية: Los Extraditables)‏، وهي منظمة أنشأتها بارونات المخدرات في كولومبيا في بداية العقد 1980. وكان شعارهم: «نحن نفضل مقبرة في كولومبيا على السجن في الولايات المتحدة».
كان هدف المجموعة تخويف الحكومة الكولومبية في حظر تسليم المجرمين على المستوى الدستوري (كانت للحكومة الكولومبية معاهدة لتسليم المجرمين إلى الولايات المتحدة) وأرادوا التلاعب بالمجتمع الكولومبي لدعم هدفهم. في البداية، نشرت المجموعة إعلانات في الصحف لتدافع عن موقفهم، وأثرت على الأحزاب السياسية لتتحدث لصالح أهدافهم. ومع ذلك، مع مرور الوقت تصاعدت أعمالهم إلى حرب بين الدولة وكارتل المخدرات، مع ارتكاب أعمال عنف ضد السياسيين وأعضاء تطبيق القانون.
استمدت أعضائها بشكل كبير من كارتل ميديلين وأخرى مرتبطة بتجار المخدرات. وقادتها الرئيسيون:
- بابلو إسكوبار جافيريا،[2] الذي قتل في عام 1993 على سطح منزل في ميديلين.
- خوسيه غونزالو رودريغيز غتشا، الذي قتل على يد عسكريين كولومبيين بعيار ناري في وجهه في عام 1989.
- فابيو أوتشوا فاسكيز، الذي حكم عليه بالسجن الاتحادي لمدة 30 عاما في الولايات المتحدة.